# Microsynodontis emarginatus
Microsynodontis emarginatus és una espècie de peix de la família dels mochòkids i de l'ordre dels siluriformes.

## Morfologia
Els mascles poden assolir els 3,4 cm de llargària total.

## Distribució geogràfica
Es troba a Àfrica: Gabon.